# Challenger de Kioto 2017

El torneo Shimadzu All Japan Indoor Tennis Championships 2017 fue un torneo profesional de tenis. Pertenece al ATP Challenger Series 2017. Se disputará su 21.ª edición sobre superficie dura bajo techo, en Kioto, Japón entre el 20 al el 26 de febrero de 2017.

## Jugadores participantes del cuadro de individuales
| Favorito | País                                  | Jugador            | Rank1 | Posición en el torneo |
| -------- | ------------------------------------- | ------------------ | ----- | --------------------- |
| 1        | Bandera de Japón                      | Yūichi Sugita      | 115   | Cuartos de final      |
| 2        | Bandera de Eslovenia                  | Grega Žemlja       | 152   | Semifinales           |
| 3        | Bandera de Bélgica                    | Ruben Bemelmans    | 154   | Segunda ronda         |
| 4        | Bandera de la República Popular China | Zhang Ze           | 158   | Segunda ronda         |
| 5        | Bandera de Australia                  | Andrew Whittington | 167   | Primera ronda         |
| 6        | Bandera de Eslovenia                  | Blaž Kavčič        | 170   | FINAL                 |
| 7        | Bandera de Japón                      | Tatsuma Ito        | 176   | Segunda ronda         |
| 8        | Bandera de Argentina                  | Agustín Velotti    | 186   | Primera ronda         |

- 1 Se ha tomado en cuenta el ranking del 13 de febrero de 2017.

### Otros participantes
Los siguientes jugadores recibieron una invitación (wild card), por lo tanto ingresan directamente al cuadro principal (WC):
- Toru Horie
- Keito Uesugi
- Yosuke Watanuki
- Jumpei Yamasaki

Los siguientes jugadores ingresan al cuadro principal tras disputar el cuadro clasificatorio (Q):
- Lloyd Harris
- Evgeny Karlovskiy
- Kwon Soon-woo
- Jimmy Wang

## Campeones

### Individual Masculino
- Yasutaka Uchiyama derrotó en la final a  Blaz Kavcic, 6–3, 6–4

### Dobles Masculino
- Sanchai Ratiwatana /  Sonchat Ratiwatana derrotaron en la final a  Ruben Bemelmans /  Joris De Loore, 4–6, 6–4, [10–7]